# Stephen Sykes
Stephen Whitefield Sykes (* 1. August 1939 in Bristol; † 24. September 2014) war ein britischer anglikanischer Theologe und Hochschullehrer. Er war von 1990 bis September 1999 Bischof von Ely in der Church of England.

## Leben
Sykes studierte am St John’s College der Universität Cambridge. Dort schloss er 1961 mit einem Bachelor of Arts ab. Er erwarb dort auch den Master of Arts (Oxbridge and Dublin). Zur Vorbereitung auf das Priesteramt studierte er Theologie am Ripon College Theological College in Cuddesdon, in der Nähe von Oxford. 1964 wurde er zum Diakon geweiht; 1965 folgte die Priesterweihe. Von 1964 bis 1974 war er Lektor (Lecturer) im Fach Theologie an der Cambridge University, zunächst als Assistant Lecturer in Divinity (1964–1967), dann als Lecturer in Divinity (1967–1974). Er war als Dekan für die Chapel des St John’s College, Cambridge, insbesondere für die Gottesdienste, verantwortlich. 1974 wurde er als Van Mildert Professor of Divinity an die University of Durham berufen und wirkte als Professor im Fach Theologie. Gleichzeitig übernahm er das damit verbundene Amt eines Residenzkanonikers (Residentiary Canon; Domherr) an der Durham Cathedral. 1985 kehrte er an die Universität Cambridge zurück und übernahm dort den Lehrstuhl des Regius Professor of Divinity; gleichzeitig wurde er, damit verbunden, Mitglied des Domkapitels und Domherr an der Ely Cathedral. Von 1980 bis 1985 war er Vorsitzender (Chairman) des North of England Institute for Christian Education (NEICE). Von 1985 bis 1990 wirkte er als Vikar (Curate) an  der St John the Evangelist’s Church in Cambridge.
Ende Februar 1990 wurde seine Wahl zum neuen Bischof von Ely bekanntgegeben. Am 2. Mai 1990 wurde er, gemäß den Vorschriften des Book of Common Prayer, in der Southwark Cathedral zum Bischof geweiht. Am 5. Mai 1990 erfolgte seine feierliche Inthronisation in der Ely Cathedral. Sykes war, als Nachfolger von Peter Walker, von 1990 bis zu seinem Rücktritt am 1. September 1999 der 76. Bischof von Ely in der Church of England. Sein Nachfolger als Bischof von Ely wurde im Mai 2000 Anthony Russell. Sykes war ab 1991 Mitglied der Doctrine Commission of the Church of England; von 1996 bis 2001 war er deren Vorsitzender (Chairman).
Sykes kehrte im September 1999 an die Universität zurück und wurde Vorsteher (Principal) des St John’s College der University of Durham; dieses Amt hatte er bis August 2006 inne. Nach seinem Ruhestand wirkte er als Ehrenamtlicher Hilfsbischof (Honorary Assistant Bishop) in der Diözese von Durham.
Sykes verfasste zahlreiche Bücher und Artikel zu religiösen und kirchenrechtlichen Themen. 2002 wurde er Ehrendoktor der Theologischen Fakultät der Universität Zürich. Im Oktober 2009 erhielt er die Ehrendoktorwürde (Honorary Degree of Doctor of Divinity) der University of Cambridge.
1962 heiratete er Marianne Hinton. Aus der Ehe gingen drei Kinder, ein Sohn und zwei Töchter, hervor.

## Mitgliedschaft im House of Lords
Sykes gehörte in seiner Eigenschaft als Bischof von Ely von August 1996 bis Juli 1999 als Geistlicher Lord dem House of Lords an.
Im Hansard sind insgesamt 17 Wortbeiträge von Stephen Sykes aus den Jahren 1997, 1998 und 1999 dokumentiert. Seine Antrittsrede hielt er am 12. November 1997 im Rahmen einer Debatte zur Hochschulpolitik. Am 8. Juli 1999 meldete er sich während seiner Amtszeit im House of Lords zuletzt zu Wort.